# Sindgi
Sindgi är en ort i Indien.   Den ligger i distriktet Bijāpur och delstaten Karnataka, i den sydvästra delen av landet, 1 300 km söder om huvudstaden New Delhi. Sindgi ligger 503 meter över havet och antalet invånare är 33 770.
Terrängen runt Sindgi är platt, och sluttar norrut. Runt Sindgi är det ganska tätbefolkat, med 185 invånare per kvadratkilometer. Det finns inga andra samhällen i närheten. Trakten runt Sindgi består till största delen av jordbruksmark.